# 约翰·威尔克斯·布斯
约翰·威尔克斯·布斯（英語：John Wilkes Booth，1838年5月10日—1865年4月26日）是美国戏剧演员，由於同情南方邦聯，袒護奴隸制，不满南北战争的结局，他于1865年4月14日刺杀了林肯总统。布斯逃脫時曾說：「這就是暴君的下場！」（拉丁語：Sic semper tyrannis，弗吉尼亚州的格言）。十餘日後，布斯躲藏在一間贮存菸草的仓库時，被包围仓库的士兵波士頓·科貝特開槍擊斃。

## 早年生活
布斯的父亲朱尼厄斯·布鲁特斯·布斯及其未婚妻玛丽·安·福尔摩斯是著名的莎士比亚戏剧演员，1821年6月他们从英国搬到美国。夫妇二人在马里兰州哈德福县贝莱尔附近购置一处150英亩（61公顷）的农场。1838年5月10日，约翰·维尔克斯·布斯在农场的四室木屋出生，十个孩子中排行老九，名字根据英国激进政治家约翰·威尔克斯的名字命名。朱尼厄斯的妻子阿德莱德·德兰诺伊·布斯以通奸罪为由于1851年被准予离婚，約翰在1851年5月10日过13岁生日时，福爾摩斯得以与朱尼厄斯合法订婚。
诺拉·悌彤的著作《我的想法》，讲述了朱尼厄斯·布鲁特斯·布斯两位担任演员的私生子埃德温和约翰的羞耻心和野心，如何最终刺激他们努力变为争名夺利的对手——埃德温成为工会会员，约翰变成亚伯拉罕·林肯的刺客。

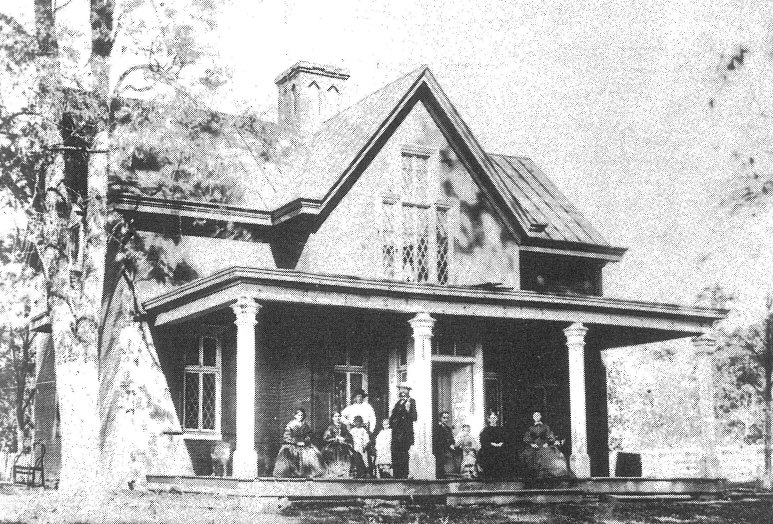
1865年的“都铎堂”

同年，布斯的父亲娶了福尔摩斯，并在哈德福县盖了用作避暑的“都铎堂”，冬天为避寒则回到巴尔的摩埃克塞特街居住（1840年代-1850年代）。
身为男孩的布斯因精通马术和击剑而备受人们欢迎。贝莱尔学院校长对这个冷漠的学生评价是“缺乏智慧，不甘受教育，与上课相比，对每天发生往返农场到学校路上事情更为感兴趣”。1850-1851年，布斯就读于贵格会在马里兰州斯帕克斯开办的米尔顿男子寄宿学校，13岁时转至卡顿斯维尔的美国圣公会军校——圣提摩太堂。米尔顿学校的学生能背诵希罗多德、西塞罗和塔西佗等人的经典，而圣提摩太堂的学生每天都要穿军装，且须每天操练并遵守严格的纪律。布斯14岁父亲离世后，他离开学校。
在米尔顿学校时，布斯遇到了一个吉普赛算命師，這位算命佬从布斯的手相掌纹中看到了显著的严峻命运，他告诉布斯将成大器，但命不长，注定要英年早逝且死无葬身之地。布斯的姐姐回忆，布斯将算命佬的预言记下并向家人和身边人展示，晚年每每抑郁之时就探讨凶兆。
正如布斯的姐姐亚细亚·布斯1874年回忆录的序言所述，在她小时候，家里人没有在教会有卓越表现。布斯的母亲是新教圣公会教徒，父亲是对所有宗教的伟大教会持开放态度的精神自由者。1853年1月23日，14岁布斯在圣提摩太圣公会受洗。牧师查理斯·祈理魁表示布斯在以后的生活中会真正成为罗马天主教的皈依者，历史学家康斯坦斯·黑德亦宣称布斯会入主该教。黑德1982年发表在《林肯先驱报》的论文《以亚细亚的信件论对布斯的见解》中，引用了亚细亚献给信奉罗马天主教的布斯的信。亚细亚的回忆录在她死后出版。布斯生平权威、历史学教授特里·奥尔福德指出“亚细亚对布斯的回忆录被公认为是了解亚伯拉罕·林肯总统刺客最重要文献”，“没有外人能对布斯动荡的童年有如此深入的了解，或是分享个人对这位富有天赋的演员的独到见解”。
16岁时，布斯对戏剧和政治很感兴趣，成为亨利·温特·戴维斯的一无所知党的贝莱尔集会代表。该反移民政党是1854年大选的国会议员候选人。立志继承父亲和兄弟埃德温和小尤里乌斯·布鲁图斯的演员事业，每天在都铎堂附近的树林里演讲，学习莎士比亚戏剧。

## 舞台生涯

### 1850年代

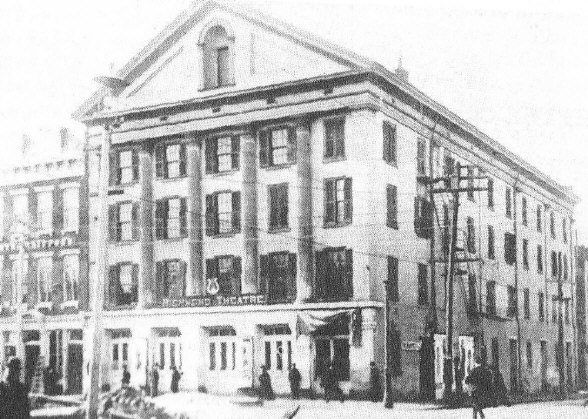
布斯首次登台的里士满剧院，摄于1858年

1855年8月14日，17岁的布斯首次登台，在巴尔的摩查尔斯街剧院出演《理查三世》配角里士满伯爵。这位缺乏经验的演员因忘掉一些台词，而被观众报以嘘声。随后，他开始频繁登上约翰·T·福特持有的巴尔的摩霍利迪街剧院的舞台。1857年，布斯入股宾夕法尼亚州费城的拱街剧院，整个季节在那里登台。按照他的要求，他化名“J·B·威尔克斯”，避免跟其他在戏剧界知名的家人相比较。作家吉姆·毕晓普认为布斯“发展成一个离谱的场面盗窃者，但他用日渐上升的激情演好他的角色，这让观众很是崇拜他。”1858年2月，布斯在拱街剧院出演《卢克雷齐娅·波吉亚》。当晚的首场演出，怯场的他再次忘词。跟原本“夫人，在下彼特鲁乔·潘多路夫”的自我介绍不同，他结结巴巴地说：“夫人，在下潘多路费欧·佩——佩多路费欧·帕——潘徒奇欧·佩德——操！我是谁？”，引起观众哄堂大笑。
当年晚些时候，布斯在維珍尼亞州圣彼得堡出演印第安人昂卡斯，然后成为弗吉尼亚州里士满剧院的保留剧目演员，他那富有活力的表演越来越受到观众的欢迎。1858年10月5日，布斯出演《哈姆雷特》中的赫瑞修，他的哥哥埃德温出演主角。随后，埃德温把年轻的布斯带到剧院的脚灯后，向观众表示：“我认为他做得很好，不是吗？”对此，观众鼓着掌大声喊道：“没错！没错！”1858年，约翰·威尔克斯总计出演83场戏剧。其中威廉·华莱士和马尔库斯·尤利乌斯·布鲁图斯有着被不公正的统治者杀害或推翻的主题。布斯表示在所有的莎士比亚戏剧角色中，他最喜欢的是暴君刺客布鲁图斯。
一些评论家称布斯是“美国最英俊的男士”和“天生的英才”，指他有“惊人的记忆力”，其他人糅合了他们对布斯演技的理解。1.73米高的布斯，有着乌黑的头发，瘦削得健壮。内战记者乔治·阿尔弗雷德·唐森称布斯是个“肌肉发达的完美男士”，有“科林斯资本家的卷发”。
富有时代性的杂技和激烈的身体碰撞，在舞台上蹦跳，手势激情是布斯舞台表演的特点。布斯是个出色的刺客，尽管同事曾回忆称布斯耍剑时偶尔会刺伤自己。

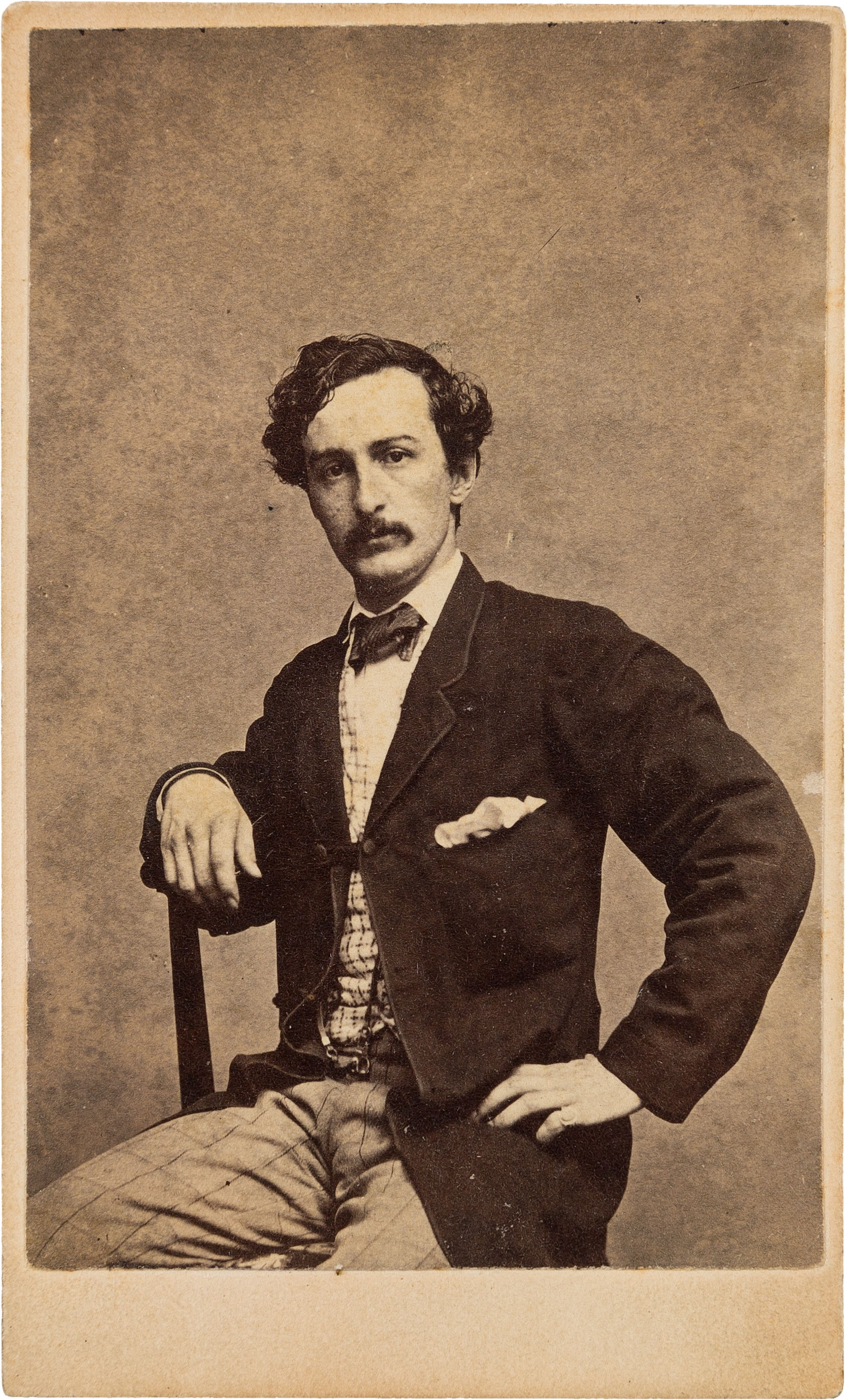
当时的布斯

历史学家本杰明·普拉特·托马斯写道，布斯“用他那浪漫的个人魅力赢得戏剧观众给予的名气”，但他“刻苦钻研的心太过急促，这让他的优秀才能没能充分发展”。作家盖恩·史密斯称布斯的演技可能不够他的哥哥埃德温精确，但他用惊人的英俊外表迷住了女性。1850年代接近尾声时，布斯靠演出大发横财，年薪2万美元（即今日的约52.5万美元）。

### 19世纪60年代
1859-1860年弗吉尼亚州里士满演出季结束后，布斯以主角身份踏上他的第一次全国巡演。他聘请费城律师马修·甘宁担任经纪人。1860年中旬，布斯在纽约、波士顿、芝加哥、克里夫兰、圣路易斯、佐治亚州哥伦布、阿拉巴马州蒙哥马利和新奥尔良等大城市演出。诗人兼记者沃尔特·惠特曼评价布斯的演技：“他拥有灯光、过道，是我所认为的真正的天才。”《费城新闻》戏剧评论家表示，“如果没有（他哥哥）埃德温的文化和风度，布斯先生具有更多深远的行动和思想，我们倾向于认为他是更自然的天才。”

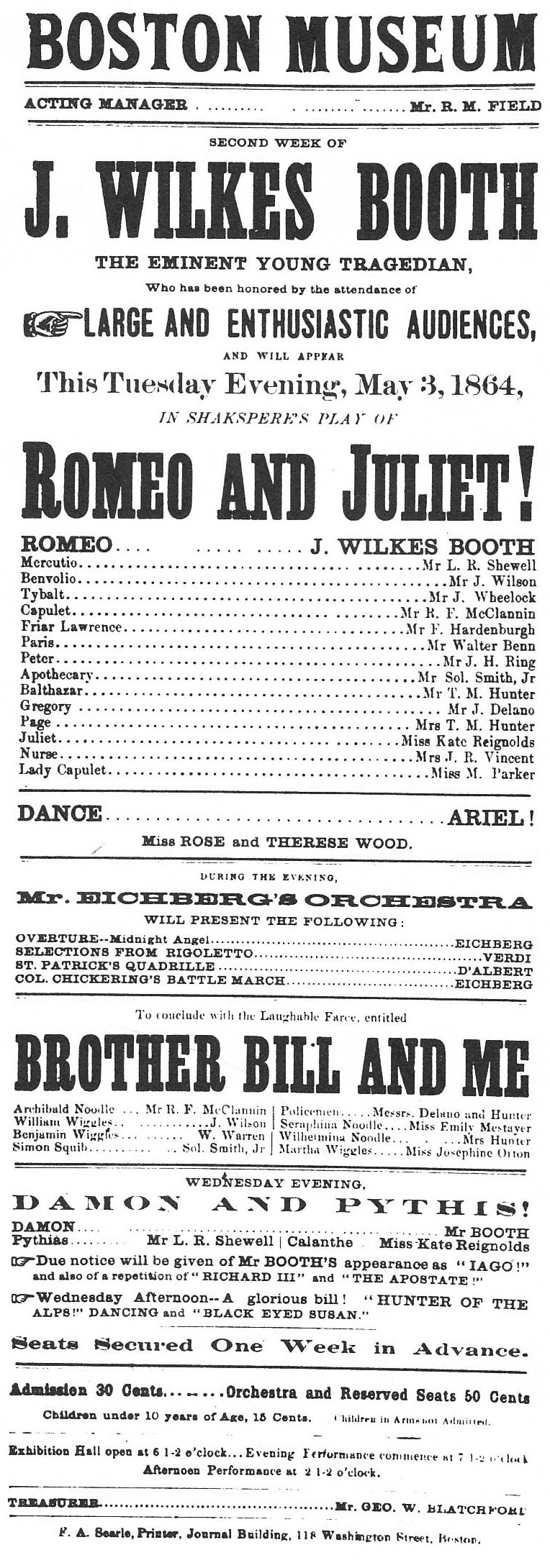
波士顿博物馆1864年5月3日的节目单广告，布斯出演《罗密欧与朱丽叶》

1861年4月12日南北战争爆发，布斯在纽约州奥尔巴尼出演。他直言不讳地佩服南方的分裂，公开称南方为“英雄”，这激怒了当地的居民，出于“叛国声明”人们要求禁止他上台表演。奥尔巴尼的剧评人很是亲切，因而给他如潮的好评。有人称他为天才，赞赏的演技“用他精湛的印象取悦他人永远不会失败”。1862年内战热潮横扫被分裂的国土，布斯在大多数联盟和各边境州登台。1月，他在圣彼得堡出演《理查三世》主角，随后亮相芝加哥。同年三月，他首次在纽约市表演。1862年5月，首次亮相波士顿博物馆表演《理查三世》夜间场（5月12日、15日和23日）、《罗密欧与朱丽叶》（5月13日）、《劫匪》（5月14日和21日）、《哈姆雷特》（5月16日）、《变节者》（5月19日）、《陌生人》（5月20日）和《里昂夫人》（5月22日）。5月12日表演《理查三世》的第二天，《波士顿对话》的评价称布斯是“美国舞台上最有前途的年轻演员”。
1863年1月开始，布斯在波士顿博物馆表演一系列喜剧，他所饰演《变节者》反派角色佩斯卡拉公爵赢得观众和评论家的一致好评。4月回到华盛顿，饰演《哈姆雷特》和《理查三世》的主角，是他最喜欢的角色。他被标榜为“美国人民的骄傲和一等明星”，评论家也是同样热情。共和党戏剧评论家称布斯“用风暴卷走观众的心”，他的表演是“完全的胜利”。1863年7月初，布斯完成了克利夫兰音乐学院的演出季，此时宾夕法尼亚州爆发葛底斯堡战役。1863年11月，布斯在东北的日程很繁忙，接连在波士顿、普罗维登斯、罗得岛和康涅狄格州哈特福德表演。每一天他都会收到痴情于他的女粉丝的邮件。
家人的朋友约翰·T·福特投资的1500个座位的福特剧院11月9日在华盛顿特区揭幕，布斯首次出演的是查尔斯·塞尔比的《铁石心肠》。在这部戏剧中，布斯穿的服装描绘的是希腊雕塑家，他的大理石雕像做得栩栩如生。林肯在包厢观看了这场戏。演出进行期间，布斯据称朝林肯的方向发表台词。妹妹跟坐在林肯遇害的同一包厢，她转过身对林肯说：“林肯先生，他好像对你有意思。”总统回答：“他看起来对我很尖锐，不是吗？”林肯的儿子泰德另一次看到布斯时，称布斯让他很激动，促使布斯给总统的小儿子送上玫瑰。但当林肯要慰问演员时，布斯忽视了这一邀请。

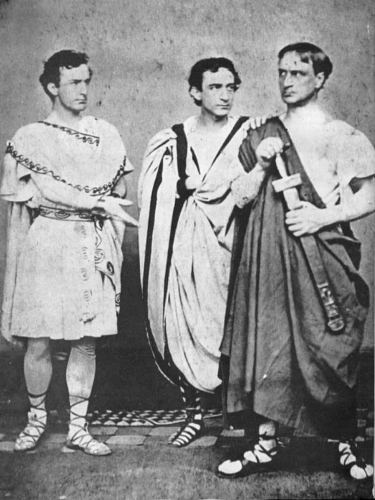
从左到右 布斯和两个兄弟埃德温及朱尼厄斯出演《凯撒大帝》

1864年11月25日，布斯和两个兄弟埃德温及朱尼厄斯唯一一次在纽约冬季花园剧院参与《凯撒大帝》的制作。他在剧中扮演马克·安东尼，哥哥埃德温饰演的更重要角色布鲁特斯获得赞誉。戏剧被称为“纽约史上最盛大的戏剧盛事”。所得收益用于在中央公园设立莎士比亚雕像，该雕像至今仍然矗立。1865年1月，他在华盛顿出演的《罗密欧与朱丽叶》再次赢得如潮好评。国家情报官员对布斯饰演的罗密欧尤为痴迷，“所有表演中最让人满意的，是个优秀的角色”，尤其赞扬死亡一幕。布斯于1865年3月18日在福特剧院再次扮演《变节者》中的佩斯卡拉公爵，完成演艺生涯最后一次演出。

## 商业投资
19世纪60年代初，布斯投資许多给他带来财富收益的企业，包括炒卖波士顿后湾的土地。他还跟克利夫兰音乐学院经理约翰·A·埃尔斯勒和另一朋友托马斯·米尔斯，生意上合作开发宾夕法尼亚州西北部的油井。自1859年8月埃德温·德雷克在那里找到石油起，石油风潮盛行。最初他们企业叫“戏剧石油”，后来改成“福勒农场石油”。他们在宾夕法尼亚州富兰克林的阿勒格尼河沿岸卖下一片12.7公顷的土地，用于1863年后期的钻探。1864年年初，他们创造出579米深的油井，用米尔斯妻子威廉敏娜的名字为其命名，每天生产25万桶（4加仑）原油，收益颇丰。福勒农场石油公司用于募股的招股说明书出现知名演员的名人身份“J.威尔克斯·布斯先生，一位成功的智慧油田操作手”。合作伙伴迫不及待想提升油井产量，尝试使用炸药却炸坏油井，生产结束。彼时的布斯已经对南方在内战中不断恶化的局面和林肯竞选连任愈发痴迷，于是在1864年11月27日，带着他那严重亏损的6000美元投资撤出石油业务。

## 内战时期
强烈反对废除美国奴隶制度的布斯，于1859年12月2日親睹了废奴主义领袖约翰·布朗的绞刑。布朗因领导突袭弗吉尼亚州哈珀斯费里（今西弗吉尼亚州最东的城镇）的邦联军械库而被处决。布斯在里士满剧院排练时，突然决定加入支援民兵组织里士满灰军，前往查尔斯镇观看布朗的绞刑，防范废奴主义者解救绞刑架上的布朗。布朗毫无意外地被绞死，布斯穿着制服站在绞架旁，事后非常满意布朗的命运，尽管他钦佩布朗用男子气概坚忍地面对死亡。
1860年11月6日，林肯当选总统。随后一个月，布斯起草了一份长篇演讲以谴责北方人的废奴主义，明确他对南方和奴隶制度的大力支持。1861年4月12日，萨姆特堡事件导致了美国内战的爆发，南方11州脱离联邦。布斯出生的马里兰州也是蓄奴州，大部分奴隶主赞成加入南方分裂各州所组成的美利坚联盟国。由于马里兰州地理位置重要，一旦其脱离北方将导致联邦首都华盛顿变成飞地（与此同时南边的弗吉尼亚州已经脱离联邦），无险可守的联邦政府将难以抵挡来自四面的进攻，因此林肯暂停人身保护令，在巴尔的摩和该州部分地区实行戒严，下令把亲南方的马里兰州政治领导人关进麦克亨利堡，联邦部队驻扎巴尔的摩。尽管马里兰州仍然留在联邦，报纸社论和包括布斯在内的众多马里兰人，都同意最高法院首席法官罗杰·托尼在《Ex parte Merryman》中对林肯这些行动违宪的裁决。
身为当红演员，19世纪60年代，布斯继续走南闯北登台献艺，西至路易斯安那州新奥尔良。他的姐姐亚细亚表示，布斯私下里对她说，他还利用他的职务之便将奎宁走私到南方，帮助南部邦联摆脱北部的封锁，获得所需的药物。

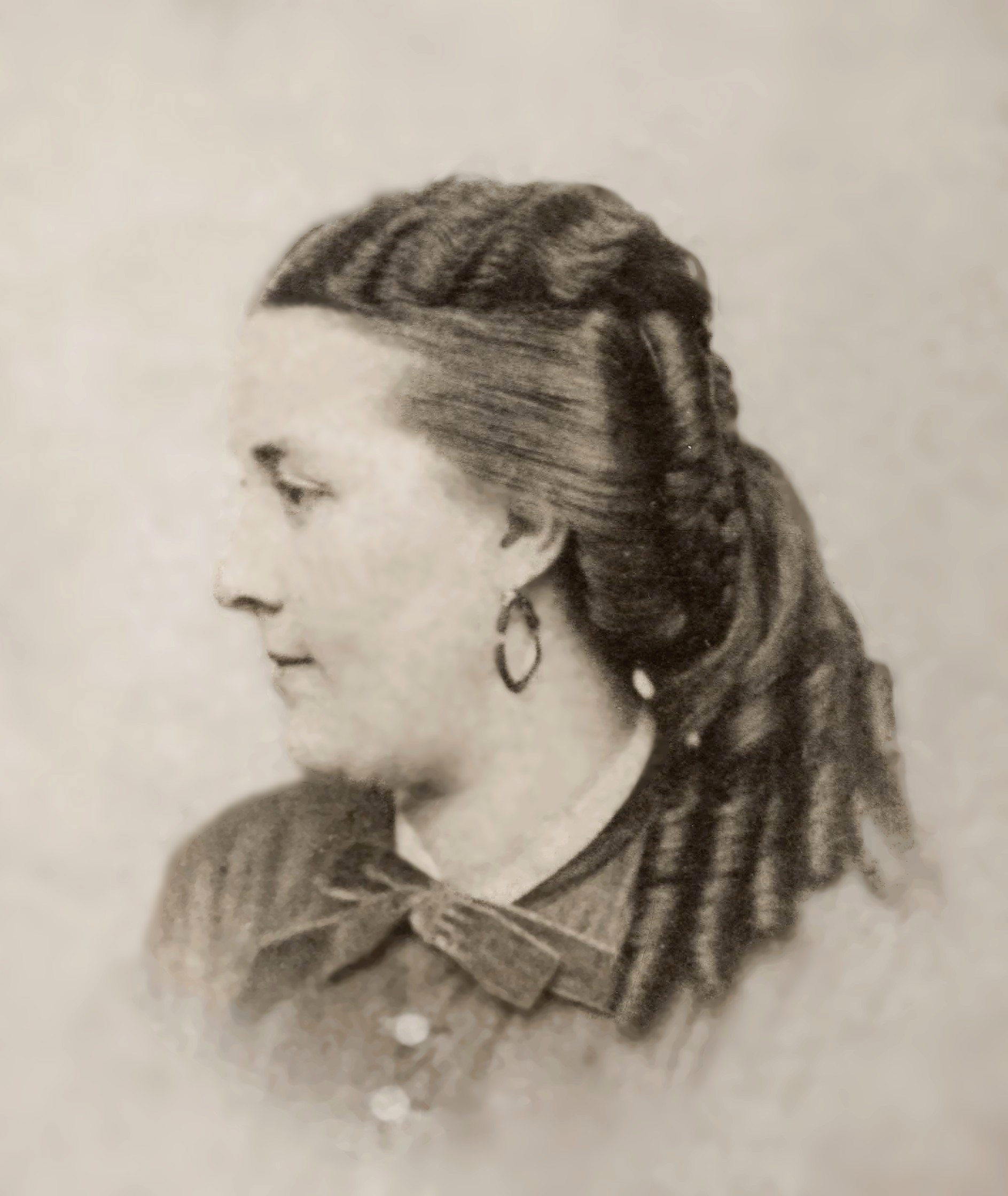
布斯的未婚妻露西·兰伯特·黑尔摄于1865年

尽管布斯是个亲邦联份子，但他的家人和许多马里兰人一样，与他的意见相左。他直言不讳地表达他对南方的爱和对林肯的仇恨。随着内战的进行，布斯跟哥哥埃德温的吵架的变得多了。埃德温拒绝在南方的舞台亮相，不愿听从约翰·威尔克斯的激进党对北方和林肯的谴责。1863年年初，布斯在圣路易斯被捕，当时正在剧场巡演的他发表“希望总统和整个该死的政府下地狱”的反政府言论，而被控犯有“叛国罪”。发誓效忠联盟、交了巨额付款后，布斯被释放。
1865年2月，布斯与新罕布什尔州美国参议院议员约翰·P·黑尔的女儿露西·兰伯特·黑尔产生感情，两人后来秘密订婚，布斯受到母亲对两人筹备中婚礼的祝愿。“你常常死在爱情中，”母亲在信中劝告布斯，“要非常地保证她是真真正正关心你的”。2月13日，布斯给未婚妻写了一张情人节贺卡，表达他的“崇拜”，然而她并不知道布斯对林肯总统的反感。

### 策划绑架林肯
由于1864年美國總統選舉的日益临近，南部邦联的势力开始退却，局势开始有利于北方。林肯连胜使得布斯对总统满腔愤怒，被布斯视为南方的麻烦。布斯在战争爆发时向母亲承诺不去参军，但因自己不为南方作战而致信母亲：“我开始把自己看作懦夫，鄙视自身的存在。”他开始制定计划，将林肯绑架到离白宫3英里远的他的夏宫老兵之家，之后横渡波托马克河进入里士满。一旦到了南部联盟的手中，林肯将与关押在北方监狱的战俘作交换，让胆大的反对党结束北方战争，或是让北方被迫承认邦联政府。
在整个内战期间，南部邦联保持着马里兰州南部的地下网络，尤其在查尔斯和圣玛丽县，藉由地下網路，將招募的新兵偷渡過波多馬克河至維吉尼亞州，並轉送傳遞給邦联特务的訊息，範圍北至加拿大。布斯招募好友塞缪尔·阿诺德和迈克尔·奥拉弗棱为助手。他们经常在邦联支持者麦琪·布兰森位於巴尔的摩北尤托街16号的家中碰头，还在波士顿帕克豪斯酒店與數位知名邦联支持者碰面。

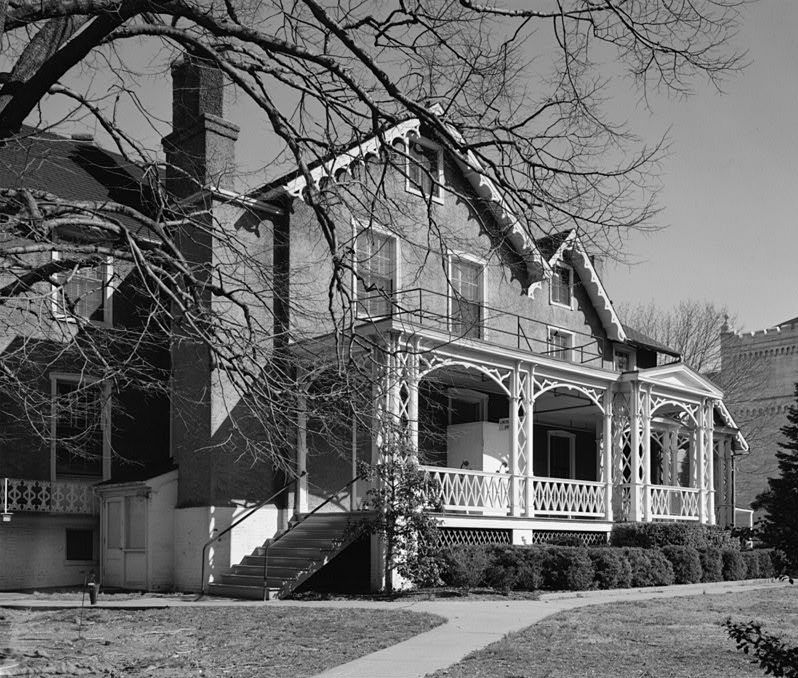
布斯计划把林肯绑架到老兵之家

10月，布斯秘密前往当时知名的邦联秘密活动中心蒙特利尔。他在城里呆了十天，在邦联特勤局的碰头点圣劳伦斯大厅住了一段时间，会见了邦联的几名间谍。还没有确凿证据表明邦联政府领导参与到布斯密谋绑架或暗杀的串谋，但史学家大卫·赫伯特·唐纳德曾表示，“很显然，至少南方特勤局的水平更低，绑架林肯是意料之中的事。历史学家托马斯·古德里奇的结论是，布斯在邦联特勤局担任间谍和信使。其他作家探讨了邦联间谍跟布斯的计划可能存在的联系，如内森·米勒的《美国间谍》（Spying For America）和威廉·提德威尔《报应之日：联邦特勤局和林肯遇刺的关系》（Come Retribution: the Confederate Secret Service and the Assassination of Lincoln）。
1864年11月，林肯的连任因倡导通过宪法第十三条修正案完全废除奴隸制而滑坡，布斯专门讨论了绑架计划的资源和金钱问题。他组成了一支由南方支持者组成的松散队伍，成员有大卫·赫罗尔德、乔治·艾特泽罗特、刘易斯·鲍威尔（亦称刘易斯·佩恩或潘恩）和反叛军间谍约翰·苏勒。他们开始经常在苏勒母亲的招待所碰头。
此时，布斯跟亲联盟的哥哥埃德温关于林肯和战争的争辩异常激烈，埃德温的家人告诉他，再也不要来自己在纽约的家了。布斯还在跟妹妹亚细亚的交谈中表示，“那人的模样、他的血统、他的粗糙笑话和轶事、他的粗俗比喻、他的政策玷污了他所持有的王座。他给北方制造了粉碎奴隶制的工具。”1865年，南部邦联的失败变得更为确定，布斯谴责奴隶制的终结和林肯竞选连任想“把他自己打造成国王”，这位恼火的演员发表了“一番狂野的长篇大论”，他的妹妹回忆道。
3月4日，布斯跟作为特邀嘉宾的未婚妻参与了林肯第二次就职典礼。当时鲍威尔、艾特泽罗特和赫罗尔德就在下方的观众席。当他们没有尝试在典礼期间刺杀林肯，然而，布斯表示他有“绝佳机会......杀死总统，如果我愿意的话。”
3月17日，布斯了解到林肯将在士兵之家附近的医院上演戏剧《流静水深》时亮相，但总统并未亮相。布斯后来知道，林肯在最后时刻改变计划，出席华盛顿国家大酒店的招待会，巧合的是，布斯当时就在那儿。

## 刺杀林肯

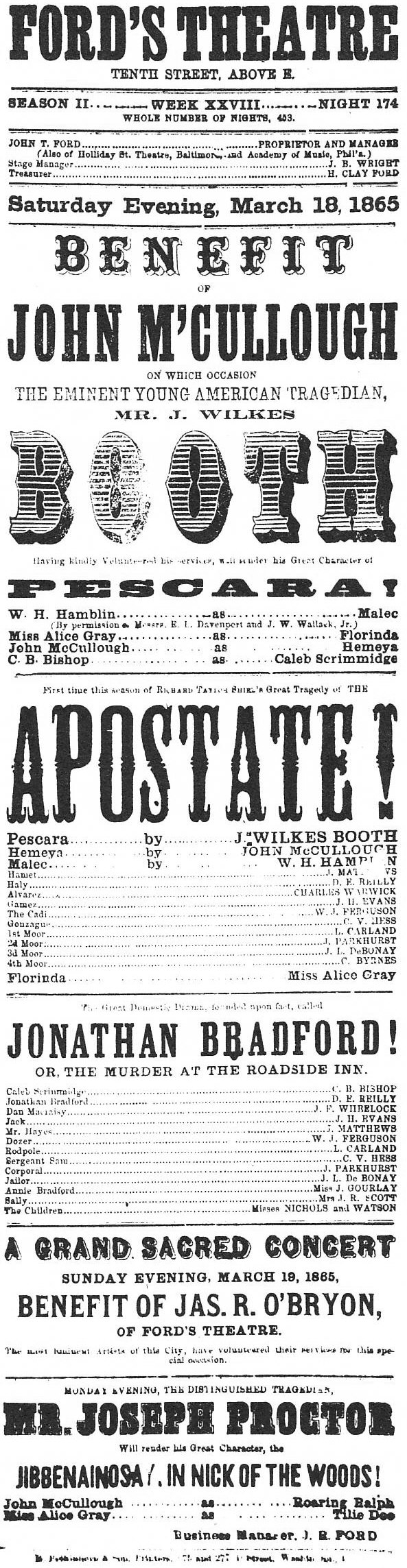
1865年3月18日，福特剧院给出的布斯最后一场演出的节目单

1865年4月12日听到罗伯特·李將軍在阿伯马托克斯法院的消息后，布斯告诉约翰·苏拉特的朋友、玛丽·苏拉特的租客路易斯·J·魏启曼，他将在舞台上完成这一任务，而他最想演的戏剧是《得救的威尼斯》。魏启曼并不知道《得救的威尼斯》跟刺密谋杀有关。随着联盟军在里士满被捕和李將軍的投降，布斯的绑架计划已经不可行，他把目标改为暗杀。
一天前，林肯在透过窗户发表即席讲话时，布斯就在人群外。林肯表示他赞成给予昔日的黑奴，也就是黑人选举权，布斯随即表示这将会是林肯所做的最后一次演讲。
4月14日耶稣受难日上午，布斯前往福特剧院接收邮件。约翰·福特的兄弟告知他总统和夫人在尤利西斯·辛普森·格兰特伉俪的陪同下，当晚将在福特剧院观看《我们的美国表弟》。他随即着手制定刺杀计划。他让马房老板詹姆斯·W·普姆弗莉选择逃跑的马和退路。布斯告诉鲍威尔、赫罗尔德和艾特泽罗特刺杀林肯的事情，并分别指派鲍威尔和艾特泽罗特刺杀国务卿威廉·H·苏厄德和副总统安德鲁·约翰逊，赫罗尔德协助其逃跑到弗吉尼亚州。

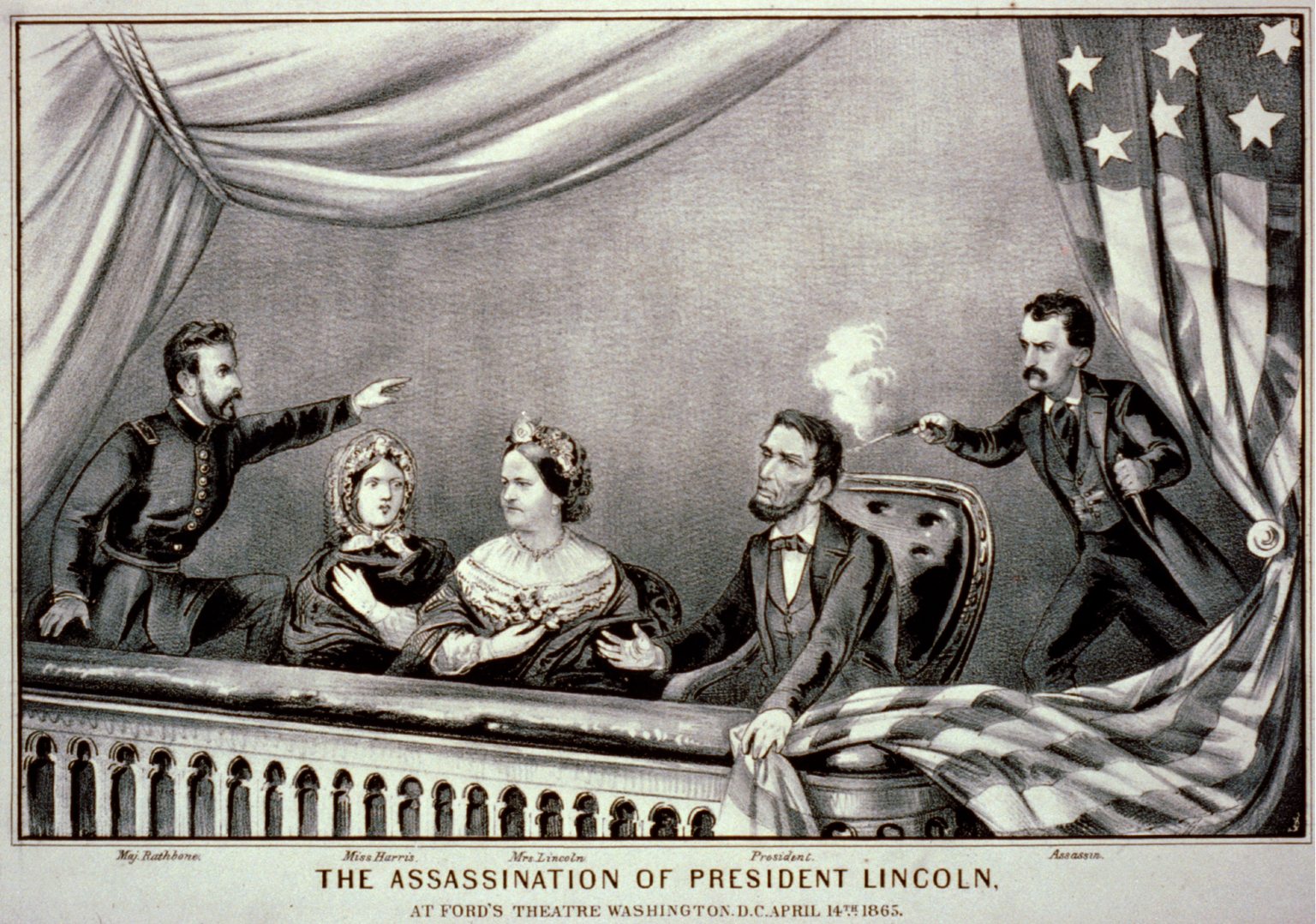
柯丽儿和艾夫斯对林肯遇刺的描绘。从左到右：拉斯伯恩少校、克拉拉·哈里斯、玛丽·托德·林肯、林肯总统和布斯

瞄准林肯和他的两名直接总统继任者后，布斯似乎打算把联邦政府斩首，并在恐慌和混乱的状态把它扔掉。联邦军将领被暗杀，以及格兰特在妻子的坚持下拒绝剧院邀请，都可能会把计划搅亂。相反，格兰特当晚乘火车离开华盛顿前往新泽西探亲。布斯曾希望暗杀能在联邦内部造成足够的混乱，致使联邦政府重组，如果仍有南方邦联军队留守战场，战争就可得延续，但如果邦聯軍失败的话，就为南方的败北报仇。2005年托马斯·古德里奇在他对林肯遇刺的分析中写道：“布斯所有的本质因素立刻聚集在一起——有他对暴政的仇恨、对自由的向往、对舞台的热情、对戏剧的感受和他成为不朽传奇的毕生追求。”

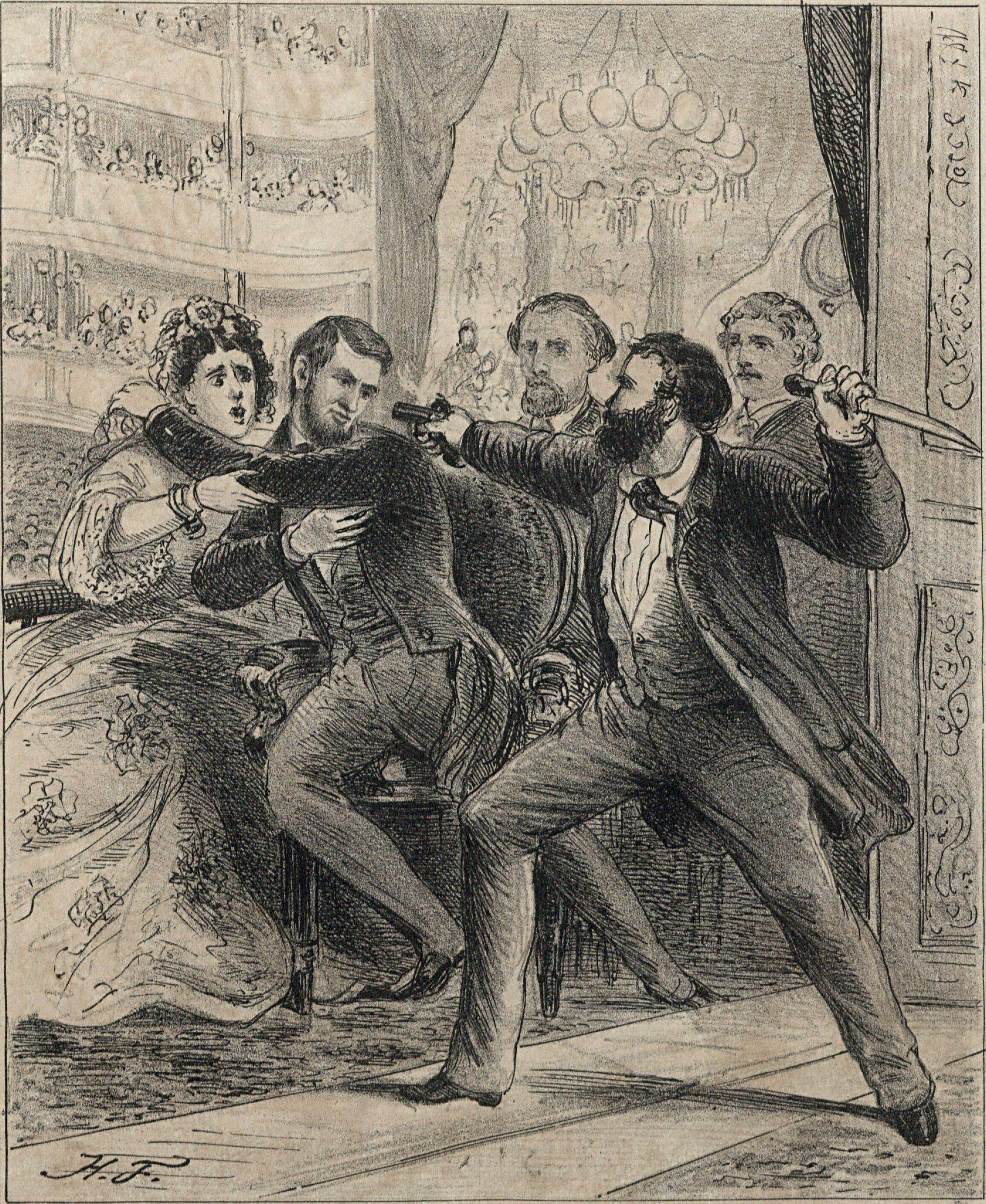
4月14日在福特剧院遇害当晚的情况（恩里克·费雷乌斯作）

身为频繁在福特剧院登台的知名演员，布斯深受剧院老板约翰·T·福特赏识，可以自由进入剧院的所有地方，甚至劇院也為他代收郵件。当天早些时候，借助总统包厢大门上的门洞刺探，刺客可以确认在表演时前来的预期受害者，观察包厢内的人士。当天晚上10时许，随着演出的进行，布斯溜进林肯的包厢，由0.44口径的德林加手枪朝他的后脑勺开枪。布斯逃跑时几乎被跟总统夫人玛丽·托德·林肯在同一包厢的亨利·拉斯伯恩抓到。吓了一跳的警官扑向布斯，布斯随即刺杀拉斯伯恩。而拉斯伯恩的未婚妻克拉拉·哈里斯当时也在包厢中，但没有受伤。
布斯随后从总统包厢跳下舞台，举起刀高喊“Sic semper tyrannis”（拉丁语，意为“这就是暴君的下场”，出自凯撒遇刺时马尔库斯·尤利乌斯·布鲁图斯所说的话，也是弗吉尼亚州的格言），其他人表示他随后补充道，“我做到了，南方成功复仇！”多份证言表明，布斯跳向舞台时被美国财政部卫队的标志勾住腿，把腿弄伤了。历史学家迈克尔·W·考夫曼在他的2004年作品《美国的布鲁图斯：约翰·威尔克斯和林肯的阴谋》（American Brutus: John Wilkes Booth and the Lincoln Conspiracies）写道，布斯当时的腿有伤，不太可能像目击者证词所说的匆匆离开舞台那样。考夫曼辩称，布斯溃逃当晚被他的马绊倒而受伤，跟当晚夸张称颂自己的英雄行为的说法相反。
布斯是唯一一个成功的刺客。鲍威尔行刺了因早些时候碰上马车意外而卧床不起的國務卿，蘇厄特與其子虽受重伤，但活过来了。艾特泽罗特没有胆量，每天晚上要喝酒，从来没想过要约翰逊的命。

## 逃亡生涯

布斯逃亡路线

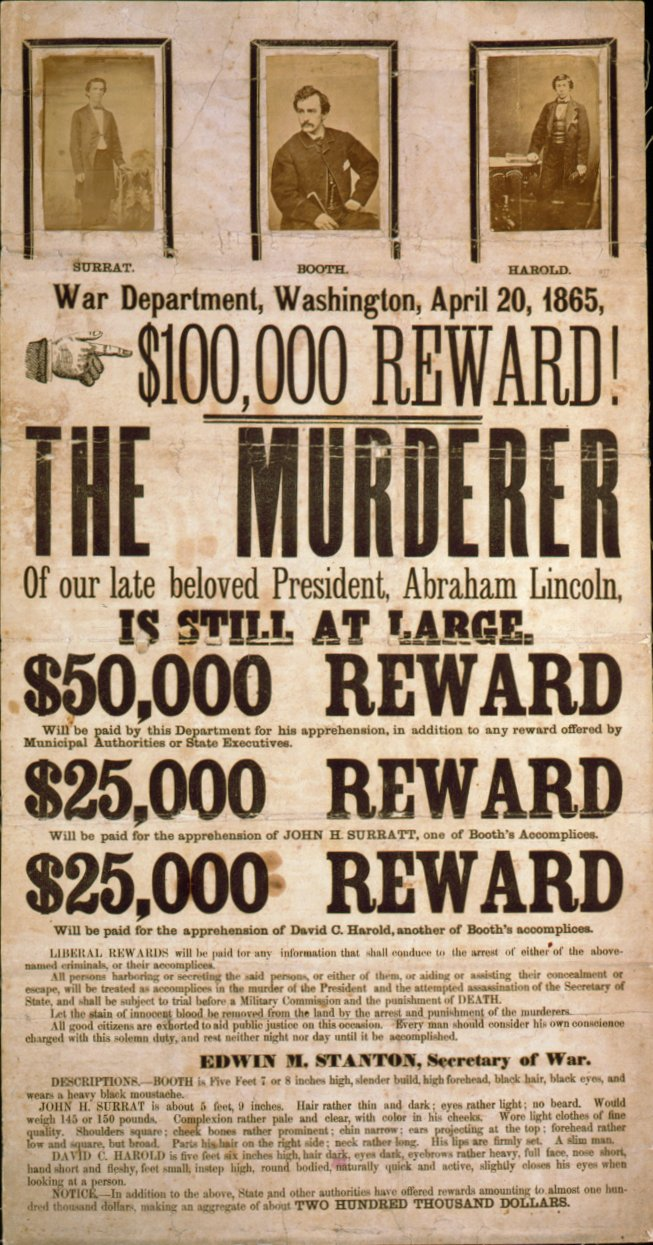
印有刺杀林肯三位共犯约翰·苏勒、约翰·威尔克斯·布斯和赫罗尔德·大卫照片的宽边悬赏广告

福特剧院随后一片混乱，布斯趁机从舞台门逃进巷子，与约瑟夫·“花生”·宝利会合拿用于逃跑的马。马主告诉布斯，如果没人看管，这只马会激动得挣脱缰绳。布斯把马留给埃德蒙·斯潘格勒，斯潘格勒安排巴勒斯来管这匹马。
逃跑的刺客在大卫·赫罗尔德的伴随下疾驰到马里兰州南部，借助人烟稀少地区缺乏电报和铁路的优势，以及主要邦联同情，计划好逃跑路线。他认为，该地区的泽凯哈沼泽有着森林茂密和沼泽地形，非常适合作为逃到弗吉尼亚州农村的路线。午夜时分，布斯和赫罗尔德来到距华盛顿14公里的位于布兰迪派克的苏拉特酒馆，当年早些时候他们在那裡存一些枪和设备，作为绑架阴谋的一部分。
逃犯然后继续南下，4月15日拂晓前留在塞缪尔·穆德医生位于圣凯瑟琳的家中，治疗布斯受伤的腿，这里距华盛顿40公里。穆德后来表示，布斯谎称腿伤是堕马造成的。翌日，布斯和赫罗尔德凌晨4点左右抵达塞缪尔·考克斯的家中，考克斯联系了养弟托马斯·琼斯，琼斯自1862年起是负责马里兰州南部地区间谍活动的邦联间谍。战争部长埃德温·M·斯坦顿命令陆军部发布10万美元（即2021年的177万美元）悬赏通告，寻求抓获布斯及其同伙的信息。联邦军队遵照联邦情报人员贝克·拉斐特上校的提示，被派往马里兰州南部广泛搜捕。
联邦军队在农村地区的丛林和沼泽搜索布斯逃跑后留下痕迹之时，国家经受着悲情的流露。4月18日，哀悼者在白宫外排成七条一英里长的队伍，瞻仰遇害的总统。总统在东厅棺盖开着的黑色核桃木灵柩中安息，他的头部有一枚十字金针，棺材下半部分被玫瑰覆盖。葬礼翌日，载着过千名前往华盛顿的吊唁者专列发生故障，他们被迫睡在酒店的地板上，甚至求助遍布首都户外草坪的毛毯。著名废奴主义者、演说家弗雷德里克·道格拉斯称暗杀事件是非裔美国人的一場大灾难。布斯的刺客身份经由电报传遍全国，引发巨大的愤慨。报纸称他“被魔鬼诅咒”、是个“怪物”、“疯子”、“可怜的恶魔”。历史学家多萝西·昆哈德写道：“几乎每个家庭在客厅的桌子存一本影集，里面有约翰·威尔克斯，这位出自演艺世家的演员的肖像。北方人制造暗杀后，布斯的画像赶出他的影集：有人把它扔掉，有人把它烧掉，有人愤怒把它揉成团。“即使在南方，某些场合也有悲伤表达。在佐治亚州萨凡那，市长和市议会在户外集会中向人群表达他们的愤慨，许多人在哭泣。邦联将军约瑟夫·E·约翰斯顿称布斯的行为“是时代的耻辱”。罗伯特·E·李还对布斯亲手杀害林肯表示遗憾。
但不是任何人都哀恸不已。纽约市一名男子听到林肯去世的消息后，高喊“这样对待这老伯就对了！”，被激怒的群众襲擊。在南方的其他地区，林肯的死和他的人生同样招人厌，布斯的行为被报道后，许多人感到欢欣鼓舞，称布斯是英雄。但亦有南方人担心复仇北方确实会给被击败的前邦联州带来可怕报应：“除了是个伟大的南方英雄，他的行为被认为是可能让南北方遭殃的最糟糕悲剧。”
藏在马里兰州的树林里等待渡过波托马克河进入弗吉尼亚州的时机时，布斯从琼斯每天给他捎来的报纸中，读到全国哀悼日的报道。4月20日，他已知道到他的同谋玛丽·苏勒、潘恩、阿诺德和奥拉弗棱被捕。布斯惊讶地发现有小部分民众同情的他的行动，尤其是以前痛斥过总统生活的反林肯报纸。暗杀的消息传遍全国每个角落，激起人们反对批评林肯的怒火，很多人被指鼓励布斯采取行动。《旧金山纪事报》发表社论：“布斯简单兑现分裂国家的政客和记者多年来一直表达的话......他们曾經谴责总统是“暴君”，是“独裁者”，是“篡位者”，暗示出一种几近怂恿的态度。”布斯4月21日在日记中写出他的惊愕，等到入夜前渡过波托马克河进入弗吉尼亚州（见路线图）：
这六个月中，我们按照抓捕行动行事，但我们的事业快要丧失，一些决定性的伟大之事必须要完成。我的大胆袭击，跟报纸说的不是一回事。虽然我们讨厌杀人，我永远不会后悔。
同一天，巴尔的摩和俄亥俄铁路的载着林肯遗体的九车厢火车驶离华盛顿，上午10时抵达巴尔的摩卡姆登站，是这趟13天的旅程的第一站，随后前往伊利诺伊州斯普林菲尔德，火车的最终目的地。葬礼列车一路向西缓缓经过七个州，接下来的日子里在哈里斯堡、费城、特伦敦、纽约、奥尔巴尼、水牛城、克里夫兰、哥伦布、辛辛那提和印第安纳波利斯中途停靠，约7百万人在这条2675公里的路线的铁轨旁列队，高举传奇人物的标语，如“我们哀掉我们的损失”、“他活在人们的心中”和“历史上最黑暗的时刻”。
在列车停靠的城市中，150万人瞻仰躺在棺材中的林肯。在车上的纽约中央铁路总裁表示：“在晚上加速前行，是我们所见过的最悲惨的场景。所有人群在每个十字路口燃起无数炫目的火把，跪在地上。”多萝西称葬礼列车的旅程是“世界上前所未有举国悲痛的最强大的流露。”
列车于晚上8时20分驶入哈里斯堡供吊唁者瞻仰林肯遗体时，琼斯给布斯和赫罗尔德一条船，用来4月21日晚渡过波托马克河
。他们并没有抵达弗吉尼亚州，反而错误驶向波托马克河上游的一个广阔的河湾，4月22日再次在马里兰州上岸。23岁的赫罗尔德时常在那里打猎，结识了在附近开农场的一位邦联同情者，因而很熟悉该地区。农夫让他的女婿约翰·J·休斯上校给逃犯们提供藏身处和食物，直至夜幕降临第二次尝试渡河前往弗吉尼亚。布斯在日记中这样写道，“每个人都在針对我，我陷入绝望之中。凭什么布鲁特斯做的事能被称为英雄，而我打倒一个前所未有的暴君，就被看作是共同的凶手。”两人于4月23日拂晓前抵达弗吉尼亚海岸附近的麦克赫道克溪。在那里，他们与曾经跟布斯策划过绑架的托马斯·哈尔滨取得联系。哈尔滨把布斯和赫罗尔德交给该地区的另一名邦联间谍威廉·布莱恩特，他曾向两人提供马。
林肯的葬礼火车于4月24日抵达纽约，爱德华·P·多尔蒂中尉带着纽约骑兵团第16营的26名联盟士兵，于下午2点从华盛顿被派遣到弗吉尼亚州抓捕布斯。在拉斐特·贝克指派的情报官员埃弗顿·康格中校的陪同下，晚上10点，支队在波托马克河下游113公里处的弗吉尼亚州百丽平原乘上“约翰·S·埃德”轮船。追兵跨过拉帕汉诺克河，跟着布斯和赫罗尔德的踪迹，来到理查德·H·盖雷特位于弗吉尼亚州加罗林县皇家港南部的农场。布斯和赫罗尔德在穿越拉帕汉诺克曾与弗吉尼亚州第9骑兵营前二等兵威廉·S·杰特碰面，杰特把他们带到农场。盖雷特并不知道林肯遇刺一事。布斯在向他们自我介绍时称自己是在彼得堡战役中负伤退伍的盟军士兵“詹姆斯·W·博伊德”。
盖雷特11岁的儿子理查德成為一名目击者。后来他成為浸信会的牧师，广泛讲授布斯在他家农场被击毙的事件。1921年，盖雷特在邦联退伍军人协会发表题为《约翰·威尔克斯·布斯被捕的真实故事》的演讲。据他交代，星期一下午3点左右，布斯和赫罗尔德回到盖雷特位于鲍灵格林路的农场。由于邦联的邮件投递随着同盟政府的垮台而中断，他解释道，盖雷特并不知道林肯遇刺。那天晚上跟盖雷特吃完饭后，布斯了解到约翰斯顿军队投降的事情。残余的同盟军队不论多么大，它的投降意味着内战毫无疑问已经结束，布斯试图用刺杀林肯的手段拯救邦联失败。盖雷特最终知道林肯的死和布斯高额的悬赏令。布斯表示向目无表情的盖雷特却说，盖雷特有机会暴露自己的身份。还未意识到客人的真实身份，盖雷特的一名长子断言他们可能会，如果仅仅因为他们需要钱的话。翌日，布斯告诉盖雷特他打算前往墨西哥，并在地图画好路线。然而，传记作家西奥多·罗斯科表示，盖雷特的证词“几乎没有关于逃犯在农场做出有价值行为的书面及口头证言。没有人确切知道布斯和盖雷特说些什么。”

## 死亡

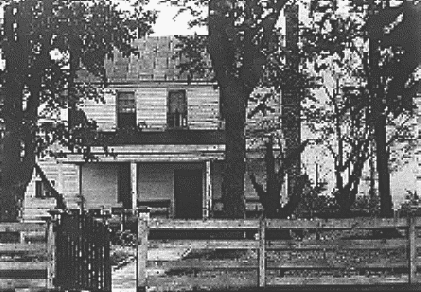
布斯1865年在盖雷特农舍的门廊处被枪击致死

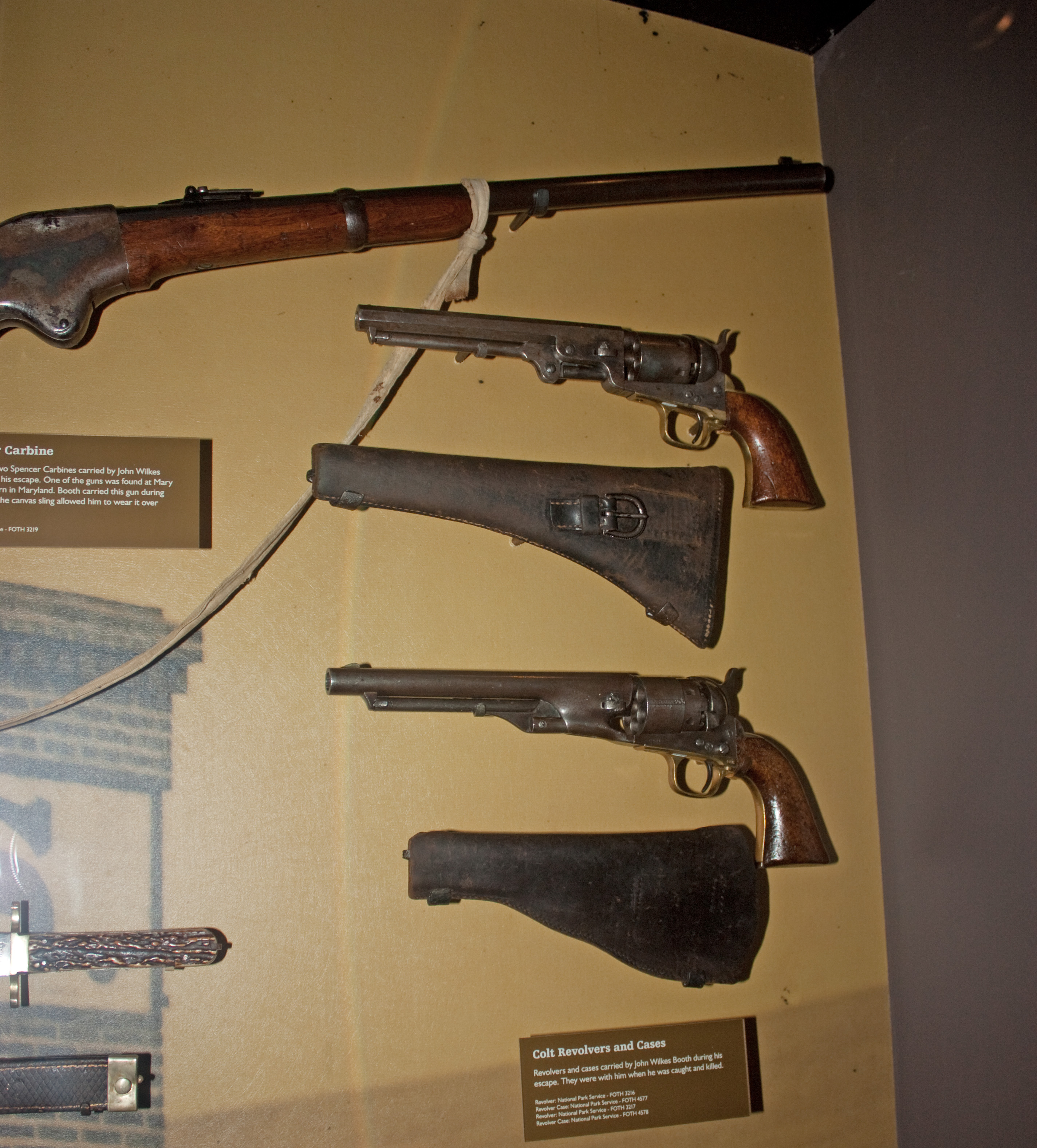
布斯被抓获时拿着的枪，于2011年在福特剧院国家历史遗址展出

康格後來追捕到布雷特，审问他布斯在盖雷特农场的位置。4月26日黎明前，士兵们在盖雷特的烟草仓库抓到藏匿的逃犯。大卫·赫罗尔德投降，但布斯拒绝康格的投降要求，“宁愿走出来争斗”。士兵于是放火烧谷仓。布斯在炽热的谷仓中走动，波士顿·科贝特中士遂向其开枪。科贝特后来交代，朝布斯开枪是由于逃犯“举起手枪朝他们开枪”。但康格向斯坦顿报告却说科贝特向布斯开枪“没有命令、借口或理由”，建议惩罚不服从活捉布斯命令的科贝特。布斯的致命伤在脖子上，他从谷仓爬到门廊，三个小时后在那里死去，终年26岁。子弹穿透了三椎，切断了他的部分脊髓，让他感到麻痹。弥留之际，据称布斯曾低声说：“告诉我的母亲，我是为国捐躯。”被要求把双手举到脸上，能够看到士兵们的布斯，说出“没用的，没用的”的遗言，于破晓时逝世。布斯的口袋装着一个指南针、一根蜡烛、五个女人的照片（女演员爱丽丝·格雷、海伦·韦斯滕、艾菲斯·格蒙、芬利·布朗和布斯的未婚妻露西·海尔）和他的日记本。他在日记中对林肯死亡的描写是“他欠下了我们国家的所有烦恼，上帝只是让我用手段惩罚他。”
布斯死后不久，哥哥埃德温写信给他的姐姐亚细亚，“别再把他当成是你的弟弟了，他现在对我们来说已经是死了，很快就是对整个世纪而言了，但想想你爱过的这个男孩，他的精神是另一个世界的更重要部分。”1865年1月，布斯给了亞細亞一封信，让她到自己死时才拆开。在信中，布斯写道：
我知道我做的这些事被认为是多么愚蠢的，但从另一方面来说，我有很多朋友和让我高兴的一切......放弃一切......看上去的疯了，但上帝是我的法官。我对正义的爱超过了我所不承认的这个国家，超越了名利。
亚细亚家里的布斯的信连同其他家書被联邦军队搜走，于搜捕期间在《紐約時報》发表，解释了他密谋反对林肯的理由。他在文中说，“我曾掌管着南方的權利。最突出的提名者是亚伯拉罕·林肯。四年前，他曾明白地说明战争期间南方的权利和机构。”这个机构叫“非洲奴隶”，他写道，上帝赐予的最惠国和林肯“横扫千军”的政策是最大的幸福之一。

## 后续
布斯的尸体被毯子盖住，绑在百丽平原返程路上一间古老农场的马车内，尸体在那里被带上蒙托克号铁甲舰运到华盛顿海军船坞作尸检。十多位认识布斯的人辨认出尸体是布斯。那些用来确定被打死的男子是布斯的特征中，有左手上布斯名字首字母“JWB”的纹身，及脖子后面的明显疤痕。为找出子弹，第三、四、五根椎骨在尸检过程中被移除，这些椎骨目前仍藏于华盛顿健康和医学国家博物馆，尸体当时埋葬在旧监狱的储藏室内，后来在1867年10月1日被转到华盛顿阿森纳区的仓库中。1869年，尸体在归还给布斯的家属前被再次鉴定，家属们将布斯葬于巴尔的摩的祖坟绿山公墓，基督教圣公会牧师弗莱明·詹姆斯主持安葬仪式，有40余人在场。那时，著书学者拉塞尔·匡威在南方邦聯各州被征服后造访布斯故居，林肯的仇恨还在胸中怒烧，“威尔克斯·布斯遗照的边框印刷者伟大烈士的遗言······用绘画的房子装饰自己。”
涉嫌参与暗杀林肯的其他8人，于1865年6月30日在华府的军事法庭受审，被判有罪。玛丽·苏拉特、路易斯·鲍威尔、大卫·赫罗尔德和乔治·艾泽洛特在旧兵工厂监狱执行绞刑，塞缪尔·穆德、塞缪尔·阿诺德和迈克尔·奥拉弗棱终身监禁在佛罗里达州干龟群岛杰弗逊堡，埃德蒙·隔了被判处六年监禁。1867年奥拉弗棱因黄热病疫情死于狱中，其他人最终于1869年2月被总统安德鲁·约翰逊赦免。
40年后于1909年举办的林肯诞辰一百周年庆祝活动上，一位边境州官员表示刺杀林肯是“邦联退伍军人给市民表达情绪而举办的公共服务，林肯活着的时候重建思想被软化，幸福时代已提前到来。”时隔一个世纪的2005年，古德里奇得出结论，“对于数以百万受影响的人，尤其是南方，林肯遇刺给他们的生活所留下的阴影开始消除。”多数北方人仍将布斯看作谋杀了北方联邦救世主的疯子或怪物；而多數南方人也不滿布斯的行動，認為他帶來了美北的憤怒報復，而非林肯所承諾的和解重建。

### 布斯逃脱论
1907年，菲尼斯·L·贝茨《布斯逃脱与自杀》一书主张在加勒特农场被击毙的布斯乃是面貌与其相似的人，真正的布斯正在逃脱追捕。照贝茨所说，逃跑后的布斯化名“约翰·圣海伦”，定居于得克萨斯州格伦罗斯帕卢斯河，后搬到葛兰博瑞并落下重病，临死前为逃犯刺客的身份而忏悔，病好后继续逃亡，最终1903年以“大卫·E·乔治”的化名自刎于俄克拉何马州伊尼德。到1913年，该书售出超过7万本，贝茨还在狂欢节杂耍表演上展示“圣海伦”的干尸。

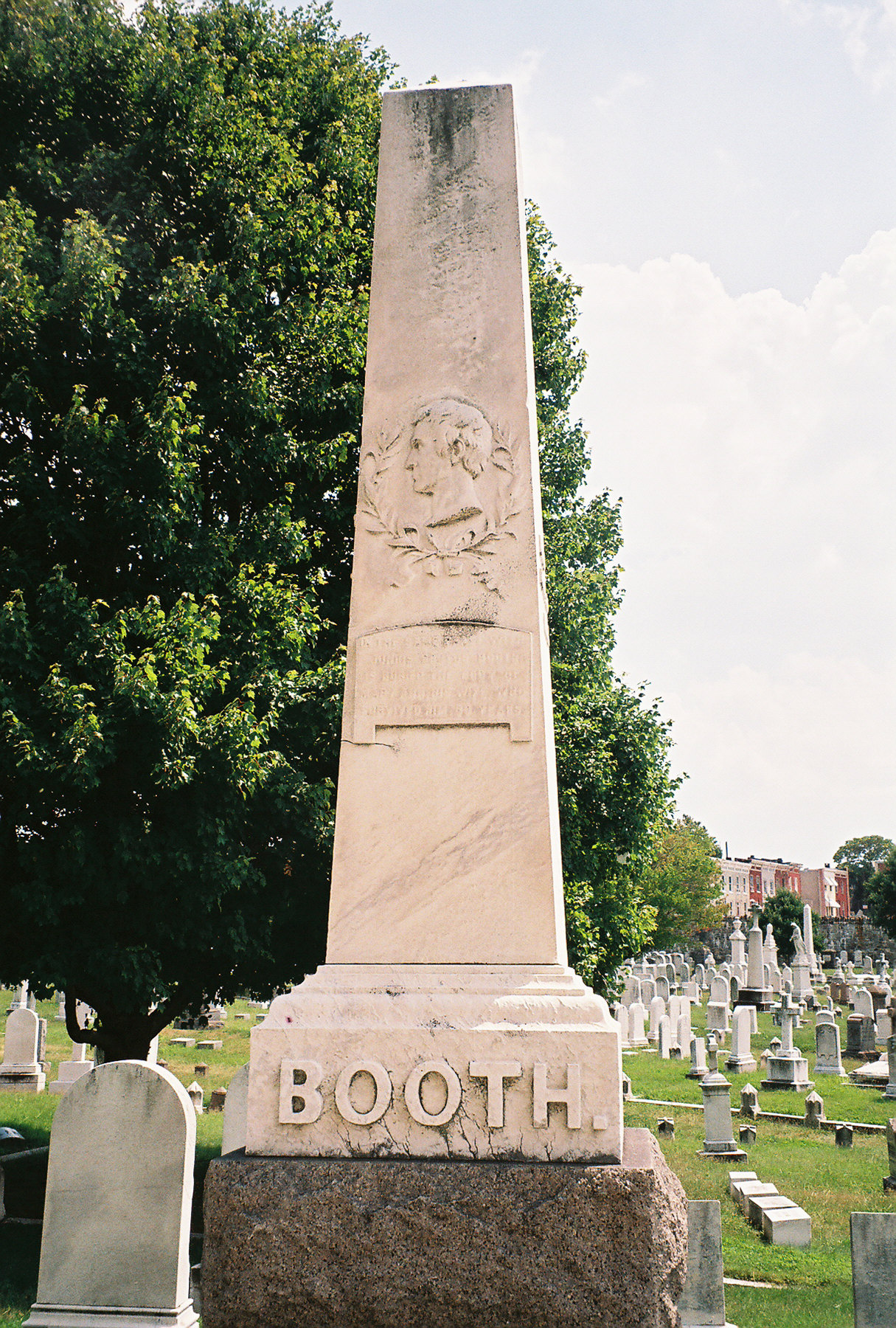
布斯家族墓地绿山公墓里埋葬着约翰的墓地

对此，马里兰历史协会在1913年出版了由时任巴尔的摩市长威廉·M·培根姆的声明，市长曾于1869年2月18日布斯下葬于绿山公墓当天，亲眼目睹布斯尸体在织女殡仪馆被入殓，他还认识一位很了解布斯的年轻人，这个人曾提交过一份其在1869年所见尸体为布斯的宣示证明。其他在殡仪馆能够明确认出这具布斯的尸体的人，包括布斯的母亲、哥哥和姐姐、布斯的牙医以及他在巴尔的摩的熟人。而在此前，《纽约时报》的记者曾在1911年发表详细说明布斯入土时及其出席者的报告。20世纪20年代，又出现了周期复活的谣言，一具标榜是“射杀林肯的男人”的尸体作为狂欢节的宣传手段在全国展出。根据《星期六晚邮报》1938年文章，参展商称从贝茨的遗孀手中拿到“海伦”的尸体。
1977年出版的《林肯案真相》，主张政府掩盖布斯逃跑真相的阴谋，重燃人们对布斯逃脱论的兴趣，促使圣海伦的干尸在那年于芝加哥再现。这本书销量突破100百万本，还在1977年被拍成故事片《林肯案真相》。1998年出版的《该隐的诅咒：布斯不为人知的故事》一书，主张布斯逃跑后前往日本避难，最终回到美国。1994年两位历史学家连同几位后人，向法院申请掘尸令，据律师所述，此举以照片叠加分析方式“打算证明或反驳布斯逃跑的理论”。该申请被驳回，据巴尔的摩巡回法院法官约瑟夫H·H·卡普兰所述，作此决定的因素除其他事项外，主要是“请愿者的逃脱论难以使人信服，障眼法理论不可性”。马里兰法院对该申请的特别上诉作出维持原判的裁定。布斯在家族墓地精确埋葬位置没有墓碑标志。林肯遇刺时11岁的作者弗朗西斯·威尔逊在他1929年关于的布斯的书中写下布斯的墓志铭：“他所承诺的是可怕的、没有金钱利益的契约，但鉴于他全身心投入到自我牺牲的原因，他被认为是至高无上的。”
2010年12月，埃德温·布斯的后裔表示他们获得挖出莎士比亚戏剧演员尸体以采集DNA样本的许可。然而埋葬着埃德温的位于马萨诸塞州剑桥的奥本山公墓代言人布雷·哈维驳斥称，埃德温的家属已于他们联系，要求挖出的是埃德温的尸体。家属们希望得到的DNA样本是属于约翰·威尔克斯的文物，或是国家健康和医学马里兰州博物馆馆藏的椎骨碎片。2013年3月30日，博物馆发言人卡罗尔·约翰逊公布了拒绝家属从椎骨提取DNA的声明。

## 相关电影
2011年，托比·凯贝尔在罗伯特·雷德福电影《女同谋》中饰演布斯一角。

### 註解
1. ↑  .   [2014-04-14]. （原始内容存档于2014-04-17）.
2. ↑  Smith, Gene. . New York: Simon & Schuster. 1992: 23. ISBN 0-671-76713-5.
3. ↑  Kauffman, Michael W. . New York: Random House. 2004: 81–82. ISBN 0-375-50785-X.
4. ↑  Smith, p. 18.
5. ↑  Booth's uncle Algernon Sydney Booth was the great-great-great-grandfather of Cherie Blair (née Booth), wife of former Prime Minister of the United KingdomTony Blair.  –  Westwood, Philip. . Genealogy Today. 2002  [2009-02-02]. （原始内容存档于2012-12-10）.  –  Coates, Bill. . Madera Tribune. August 22, 2006  [2009-02-02]. （原始内容存档于2008年9月18日）.
6. ↑  Smith, pp. 43–44.
7. ↑  Nora Titone. My Thoughts Be Bloody: The Bitter Rivalry Between Edwin and John Wilkes Booth That Led to an American Tragedy （页面存档备份，存于）. New York: Simon and Schuster; 2010 [cited September 24, 2011]. ISBN 978-1-4165-8605-0.
8. ↑  Kimmel, Stanley. . New York: Dover. 1969: 68. LCCN 69019162.
9. 1 2 3 4  McCardell, Lee. . The Baltimore Sun. December 27, 1931.
10. ↑  John Wilkes Booth's boyhood home, Tudor Hall, still stands on Maryland Route 22 near Bel Air. It was acquired by Harford County in 2006, to be eventually opened to the public as a historic site and museum (reference: "Harford expected to OK renovation of Booth home." The Baltimore Sun. September 8, 2008, p. 4).
11. ↑  Townsend, George Alfred.  1977. New York: Dick and Fitzgerald. 1865: 20. ISBN 978-0-9764805-3-2.
12. ↑  Kimmel, p. 70.
13. ↑  Clarke, pp. 39–40.
14. ↑  Kauffman, American Brutus, p. 87.
15. ↑  The Milton Boarding School building in Sparks, Maryland, which John Wilkes Booth once attended, still stands and is now the Milton Inn restaurant.
16. ↑  Kauffman, American Brutus, p. 91.
17. ↑  Goodrich, Thomas. . Bloomington, Ind.: Indiana University. 2005: 210. ISBN 0-253-32599-4.
18. 1 2 3 4  Clarke, pp. 43–45.
19. 1 2  Goodrich, p. 211.
20. ↑  Clarke, p. 16, 17
21. ↑  Head, Constance , “Insights On John Wilkes Booth From His Sister Asia‘s Correspondence“, Lincoln Herald, Winter 1980, Volume 82, No. 4, p. 542, 543
22. ↑  Serup, Paul. . Salmova Press. 2010: 144–146, 382. ISBN 978-0-9811685-0-0.
23. ↑  Smith, p. 60.
24. ↑  Smith, p. 49.
25. 1 2 3 4  Smith, pp. 61–62.
26. ↑  Kauffman, American Brutus, p. 95.
27. ↑  . Ghosts of Baltimore.   [9 September 2013]. （原始内容存档于2021-02-27）.
28. 1 2 3  Bishop, Jim. . Harper & Row. 1955: 63–64. LCCN 54012170.
29. 1 2 3  Sheads, Scott and Toomey, Daniel. . Linthicum, Md.: Toomey Press. 1997: 77–79. ISBN 0-9612670-7-0.
30. ↑  Kimmel, p. 149.
31. ↑  Balsiger, David and Sellier, Charles Jr. . Buccaneer. 1994: 24. ISBN 1-56849-531-5.
32. ↑  Kimmel, p. 150.
33. 1 2  Kimmel, pp. 151–153.
34. ↑  Kauffman, American Brutus, p. 100.
35. 1 2  Goodrich, pp. 35–36.
36. ↑  Bishop, p. 23.
37. 1 2 3 4  Donald, David Herbert. . New York: Simon & Schuster. 1995: 585. ISBN 0-684-80846-3.
38. ↑  Townsend, p. 26.
39. 1 2  Thomas, Benjamin P. . New York: Knopf. 1952: 519. LCCN 52006425.
40. ↑  Smith, pp. 71–72.
41. ↑  Kimmel, p. 157.
42. ↑  Smith, pp. 72–73.
43. 1 2 3  Smith, p. 80.
44. ↑  Kimmel, p. 159.
45. ↑  Smith, p. 86.
46. ↑  Kimmel, pp. 166–167.
47. ↑  Wilson, Francis. . New York: Blom. 1972: 39–40. LCCN 74091588.
48. ↑  Kimmel, p. 170.
49. ↑  Smith, p. 97.
50. ↑  Kimmel, p. 172.
51. ↑  Goodrich, p. 37.
52. ↑  Smith, p. 101.
53. 1 2  Kunhardt, Jr., Philip. . Boston: Little, Brown. 1983: 43. ISBN 0-316-50600-1.
54. ↑  . SMF Primary Sources. Shapell Manuscript Foundation.   [2015-02-18]. （原始内容存档于2013-06-15）.
55. 1 2 3 4 5 6  Kunhardt, Jr., A New Birth of Freedom, pp. 342–343
56. 1 2  Smith, p. 105.
57. ↑  Kauffman, American Brutus, p. 149.
58. ↑  Kimmel, p. 177.
59. ↑  Clarke, p. 87.
60. ↑  Kauffman, American Brutus, p. 188.
61. 1 2 3  Clarke, pp. 81–84.
62. 1 2 3 4  Lockwood, John. . The Washington Times. 2003-03-01.
63. ↑  Kauffman, American Brutus, pp. 127–128 and 136.
64. 1 2  Allen, Thomas B. . Washington, D.C.: National Geographic Society. 1992: 41. ISBN 0-87044-876-5.
65. ↑  Kauffman, American Brutus, p. 105.
66. ↑  Goodrich, pp. 60–61.
67. ↑  Rhodehamel, John and Taper, Louise (编). . Urbana, Ill.: University of Illinois. 1997: 55–64. ISBN 0-252-02347-1.
68. ↑  Kauffman, American Brutus, pp. 81 and 137.
69. ↑  Kauffman, American Brutus, pp. 114–117.
70. ↑  Lorant, Stefan. . New American Library. 1954: 250. LCCN 56027706.
71. ↑  Smith, p. 107.
72. ↑  Kauffman, American Brutus, p. 124.
73. 1 2 3  Kunhardt, Dorothy and Philip, Jr. . North Hollywood, Calif.: Newcastle. 1965: 202. LCCN 62015660.
74. 1 2 3 4  Ward, Geoffrey C. . New York: Alfred A. Knopf. 1990: 361–363. ISBN 0-394-56285-2.
75. ↑  Smith, p. 109.
76. ↑  Wilson, p. 43.
77. ↑  Kauffman, American Brutus, pp. 131 and 166.
78. 1 2 3 4 5 6  Toomey, Daniel Carroll. . Baltimore, Md.: Toomey Press. 1983: 149–151. ISBN 0-9612670-0-3.
79. 1 2  Bishop, p. 72.
80. ↑  Townsend, p. 41.
81. ↑  Kauffman, American Brutus, pp. 140–141.
82. ↑  Donald, p. 587.
83. ↑  Goodrich, p. 61.
84. ↑  Kunhardt III, Philip B. . Smithsonian (Smithsonian Institution). February 2009, 39 (11): 38.
85. 1 2  Kauffman, American Brutus, pp. 143–144.
86. ↑  . SMF Primary Resources. Shapell Manuscript Foundation.   [2015-02-19]. （原始内容存档于2013-06-15）.
87. 1 2  Kauffman, American Brutus, pp. 177–184.
88. ↑  Clarke, p. 88.
89. ↑  Clarke, p. 89.
90. 1 2  Donald, p. 588.
91. ↑  Stern, Philip Van Doren. . Garden City, NY: Dolphin. 1955: 20. LCCN 99215784.
92. ↑  Wilson, p. 80.
93. ↑  Kauffman, American Brutus, p. 210.
94. ↑  Goodrich, pp. 37–38.
95. 1 2 3  Townsend, pp. 42–43.
96. ↑  Kauffman, American Brutus, p. 353.
97. ↑  Goodrich, pp. 39 and 97.
98. ↑  Goodrich, p. 62.
99. ↑  Bishop, p. 102.
100. ↑  Kauffman, American Brutus, p. 227.
101. ↑  Townsend, p. 8.
102. ↑  Smith, p. 154.
103. ↑  Goodrich, p. 97.
104. ↑  Kauffman, American Brutus, p. 15.
105. ↑  Kauffman, American Brutus, pp. 272–273.
106. ↑  Pitman, Benn (编). . Cincinnati: Moore, Wilstach & Baldwin. 1865: vi.
107. ↑  Bishop, p. 66.
108. ↑  . eyewitnesstohistory.com.   [August 15, 2010]. （原始内容存档于2012-11-01）.
109. ↑  Smith, p. 174.
110. ↑  Mudd, Samuel A. Mudd, Nettie , 编.  4th. New York and Washington: Neale Publishing Company. 1906: 20–21, 316–318.
111. ↑  Balsiger and Sellier, Jr., p. 191.
112. ↑  Kunhardt, Twenty Days, pp. 106–107.  The 26 soldiers who caught Booth were eventually awarded $1,653.85 each by Congress, along with $5,250 for Edward P. Doherty who led the detachment and $15,000 for Lafayette C. Baker.
113. ↑  Kunhardt, Twenty Days, p. 120.
114. ↑  Townsend, p. 14.
115. ↑  Kunhardt, Twenty Days, p. 123.
116. 1 2 3 4 5 6  Kunhardt III, Philip B., "Lincoln's Contested Legacy," Smithsonian, pp. 34–35.
117. ↑  Smith, p. 184.
118. 1 2  Kunhardt, Twenty Days, pp. 89–90.
119. ↑  Allen, p. 309.
120. 1 2  Kunhardt, Twenty Days, p. 203.
121. 1 2  Stern, p. 251.
122. ↑  Smith, p. 187.
123. ↑  Kunhardt, Twenty Days, p. 178.
124. ↑  Goodrich, p. 195.
125. 1 2 3  Hansen, Peter A. . Trains (Kalmbach). February 2009, 69 (2): 34–37. ISSN 0041-0934.
126. ↑  . American Experience. PBS.   [April 7, 2013]. （原始内容存档于2017-03-20）. Along the way, some seven million people lined the tracks or filed past Lincoln’s open casket to pay their respects to their fallen leader.
127. 1 2  Smith, p. 192.
128. ↑  Kauffman, American Brutus, p. 291.
129. ↑  Kunhardt, Twenty Days, p. 139.
130. 1 2  . Ford's Theatre, National Historic Site. National Park Service. December 22, 2004  [2007-10-15]. （原始内容存档于2008-01-25）.
131. 1 2 3  Smith, pp. 197–198.
132. ↑  Kimmel, pp. 238–240.
133. ↑  Stern, p. 279.
134. 1 2  Smith, pp. 203–204.
135. ↑  Townsend, p. 29.
136. 1 2 3  . The New York Times. July 30, 1896  [2009-02-01]. （原始内容 (PDF)存档于2016-05-01）.
137. 1 2 3  Garrett, Richard Baynham; Garrett, R. B. Fleet, Betsy , 编. . The Virginia Magazine of History and Biography (Virginia Historical Society). October 1963, 71 (4): 391–395. JSTOR 4246969.
138. ↑  Stern, p. 306.
139. ↑  Theodore Roscoe, The Web of Conspiracy (New York, 1959, p. 376), footnoted in The Virginia Magazine of History and Biography, Vol. 71, No. 4 (October, 1963), Virginia Historical Society, p. 391.
140. 1 2 3  Smith, pp. 210–213.
141. 1 2 3  Johnson, Byron B. . Boston: The Lincoln & Smith Press. 1914: 35–36.
142. ↑  Hanchett, William. . University of Illinois Press. 1986: 140–141. ISBN 0-252-01361-1.
143. ↑  Donald, p. 597.
144. ↑  Clarke, p. 92.
145. ↑  Bishop, p. 70.
146. 1 2   (PDF). The New York Times. April 21, 1865.
147. ↑  Townsend, p. 38.
148. ↑  Kunhardt, Twenty Days, pp. 181–182.
149. 1 2  Kauffman, American Brutus, pp. 393–394.
150. ↑  Schlichenmeyer, Terri. . CNN. August 21, 2007  [2009-01-28]. （原始内容存档于2020-09-15）.
151. 1 2  Smith, pp. 239–241.
152. ↑  Freiberger, Edward. . The New York Times. February 26, 1911  [2009-02-10]. （原始内容 (PDF)存档于2012-11-07）.
153. ↑  Kauffman, Michael W. . Lincoln Herald. 1978, 80: 176–188.
154. ↑  "On the 18th of February, 1869, Booth's remains were deposited in Weaver's private vault at Green Mount Cemetery awaiting warmer weather for digging a grave. Burial occurred in Green Mount Cemetery on June 22, 1869. Booth was an Episcopalian, and the ceremony was conducted by the Reverend Minister Fleming, James of Christ Episcopal Church, where Weaver was a sexton." (T. 5/25/95 at p. 117; Ex. 22H). Gorman & Williams Attorneys at Law: Sources on the Wilkes Booth case. The Court of Special Appeals of Maryland (September 1995), No. 1531;  的存檔，存档日期2009-01-03.
155. ↑  Steers, Jr., Edward. . University Press of Kentucky. 2001: 222–7. ISBN 978-0-8131-2217-5.
156. ↑  Surratt was the first woman to be executed in the U.S. In 1976, Surratt House and Gardens were restored and opened to the public. The site includes a museum. See: Surratt House Museum 的存檔，存档日期1999-10-12..
157. ↑  Kunhardt, pp. 204–206.
158. ↑  Smith, p. 239.
159. ↑  Goodrich, p. 289.
160. ↑  Goodrich, p. 294.
161. 1 2  Bates, Finis L. . Atlanta, Ga.: J. L. Nichols. 1907: 5–6. LCCN 45052628.
162. ↑  Clay Coppedge. . Country World News. 2009-09-08. （原始内容存档于2011-07-08）.
163. ↑  Pegram, William M. . Journal (Maryland Historical Society). December 1913: 1–4.
164. ↑  Johnston, Alva. . Saturday Evening Post. February 10, 1938, CCX: 34–38  [2015-02-21]. （原始内容存档于2016-03-03）.
165. ↑  . The Baltimore Sun. December 13, 1977: B1–B5.
166. ↑  Balsiger and Sellier, Jr., front cover.
167. ↑  Nottingham, Theodore J. . Sovereign. 1998: iv. ISBN 1-58006-021-8.
168. ↑  . The New York Times. October 24, 1994  [2008-11-06].
169. ↑  Kauffman, Michael. . Civil War Times. May–June 1995.
170. ↑  Gorman, Francis J. . Gorman and Williams. 1995  [2009-02-02]. （原始内容存档于2009-01-03）.
171. ↑  Wilson, p. 19.
172. ↑  Blogs.wickedlocal.com 的存檔，存档日期2011-05-30.
173. ↑  . Philadelphia Inquirer. 23 December 2010  [2015-02-21]. （原始内容存档于2010-12-27）.
174. ↑  . Pittsburgh Post-Gazette. 23 December 2010  [2015-02-21]. （原始内容存档于2010-12-29）.
175. ↑  Edward Colimore. . Philadelphia Inquirer. March 30, 2013  [November 6, 2013]. （原始内容存档于2016-03-04）.

### 传记
- Allen, Thomas B. . Washington, D.C.: National Geographic Society. 1992. ISBN 0-87044-876-5.
- Balsiger, David and Sellier, Charles Jr. . Buccaneer. 1994. ISBN 1-56849-531-5.
- Bates, Finis L. . Atlanta, Ga.: J. L. Nichols. 1907. LCCN 45052628.
- Bishop, Jim. . Harper & Row. 1955. LCCN 54012170.
- Clarke, Asia Booth. Terry Alford , 编. . Jackson, Miss.: University Press of Mississippi. 1996. ISBN 0-87805-883-4.
- Coates, Bill. . Madera Tribune. August 22, 2006. （原始内容存档于2008年9月18日）.
- Donald, David Herbert. . New York: Simon & Schuster. 1995. ISBN 0-684-80846-3.
- Freiberger, Edward. . The New York Times. February 26, 1911  [2015-02-17]. （原始内容 (PDF)存档于2012-11-07）.
- Garrett, Richard Baynham; Garrett, R. B. Fleet, Betsy , 编. . The Virginia Magazine of History and Biography (Virginia Historical Society). October 1963, 71 (4): 387–407. JSTOR 4246969.
- Goodrich, Thomas. . Bloomington, Ind.: Indiana University. 2005. ISBN 0-253-32599-4.
- Gorman, Francis J. . Gorman and Williams. 1995. （原始内容存档于2009-01-03）.
- Hanchett, William. . University of Illinois Press. 1986. ISBN 0-252-01361-1.
- Hansen, Peter A. . Trains (Kalmbach). 2009-02, 69 (2). ISSN 0041-0934.
- Johnson, Byron B. . Boston: The Lincoln & Smith Press. 1914.
- Johnston, Alva. . Saturday Evening Post. 1928-02-19, CCX.
- Kauffman, Michael W. . New York: Random House. 2004. ISBN 0-375-50785-X.
- Kauffman, Michael W. . Lincoln Herald. 1978, 80.
- Kauffman, Michael W. . Civil War Times. May–June 1995.
- Kimmel, Stanley. . New York: Dover. 1969. LCCN 69019162.
- Kunhardt, Dorothy and Philip, Jr. . North Hollywood, Calif.: Newcastle. 1965. LCCN 62015660.
- Kunhardt, Jr., Philip. . Boston: Little, Brown. 1983. ISBN 0-316-50600-1.
- Kunhardt III, Philip B. . Smithsonian. 2009-02, 39 (11).
- Lockwood, John. . The Washington Times. 2003-03-01.
- Lorant, Stefan. . New American Library. 1954. LCCN 56027706.
- McCardell, Lee. . The Baltimore Sun. 1931-12-17.
- Mudd, Samuel A. Mudd, Nettie , 编.  4th. New York and Washington: Neale Publishing Company. 1906.
- . Ford's Theatre, National Historic Site. National Park Service. 2004-12-22  [2007-10-15]. （原始内容存档于2008-01-25）.
- Nottingham, Theodore J. . Sovereign. 1998. ISBN 1-58006-021-8.
- Pegram, William M. . Journal (Maryland Historical Society). 1913-12.
- Rhodehamel, John and Taper, Louise (编). . Urbana, Ill.: University of Illinois. 1997. ISBN 0-252-02347-1.
- Schlichenmeyer, Terri. . CNN. 2007-08-21  [2015-02-17]. （原始内容存档于2020-09-15）.
- Serup, Paul. . Prince George, B.C.: Salmova Press. 2010. ISBN 978-0-9811685-0-0.
- Sheads, Scott and Toomey, Daniel. . Linthicum, Md.: Toomey Press. 1997. ISBN 0-9612670-7-0.
- Smith, Gene. . New York: Simon & Schuster. 1992. ISBN 0-671-76713-5.
- Steers, Jr., Edward. . University Press of Kentucky. 2001. ISBN 978-0-8131-2217-5.
- Stern, Philip Van Dorentitle. . Garden City, NY: Dolphin. 1955. LCCN 99215784.
- . The Baltimore Sun. 1997-12-13.
- . The Baltimore Sun. 2008-09-08.
- Thomas, Benjamin P. . New York: Knopf. 1952. LCCN 52006425.
- (PDF). The New York Times. 1865-04-21.
- . The New York Times. 1896-07-30  [2019-05-01]. （原始内容 (PDF)存档于2016-05-01）.
- . The New York Times. 1994-10-24.
- Toomey, Daniel Carroll. . Baltimore, Md.: Toomey Press. 1983. ISBN 0-9612670-0-3.
- Townsend, George Alfred.  1977. New York: Dick and Fitzgerald. 1865. ISBN 978-0-9764805-3-2.
- Ward, Geoffrey C. . New York: Alfred A. Knopf. 1990. ISBN 0-394-56285-2.
- Westwood, Philip. . Genealogy Today. 2002  [2015-02-17]. （原始内容存档于2012-12-10）.
- Wilson, Francis. . New York: Blom. 1972. LCCN 74091588.

## 扩展阅读
- Bak, Richard. . Dallas, Texas: Taylor. 1954. ISBN 0-87833-200-6.
- Goodrich, Thomas. . Bloomington, Ind.: Indiana University. 2005. ISBN 0-253-34567-7.
- Reck, W. Emerson. . Jefferson, N.C.: McFarland. 1987. ISBN 0-89950-216-4.
- Swanson, James L. . New York: William Morrow. 2006. ISBN 0-06-051849-9.
- Titone, Nora. . Free Press. 2010. ISBN 1-4165-8605-9.
- Turner, Thomas R. . Malabar, Fla.: Krieger. 1999. ISBN 1-57524-003-3.
- Giblin, James Cross. . New York: Clarion. 2005. ISBN 0-618-09642-6.